# Codex Las Huelgas
Le Codex musical de Las Huelgas (Burgos, monastère de Las Huelgas, Codex IX) ou simplement le Codex Las Huelgas (Hu) est un manuscrit médiéval copié au début du XIVe siècle, au sein du monastère cistercien des religieuses de Las Huelgas, près de Burgos, situé sur le chemin de Compostelle, dans le nord de l'Espagne. Le couvent, fondé en 1187 et dédié à sainte Marie, avait des liens avec la famille royale de Castille et, fréquenté par les femmes de la haute aristocratie castillane, était richement doté.
Il contient 186 œuvres musicales de la période de la musique médiévale connue sous le nom d’Ars antiqua — l'un des derniers — allant du XIIe au début du XIVe siècle et des unica (musique, texte ou les deux), peut-être des pièces écrites pour le seul usage du monastère. Son répertoire allant des pièces dans le style de l'École de Notre-Dame (considéré comme ancien lors de la constitution du manuscrit) au style de l'époque, il est en fait un recueil de manières et de styles musicaux médiévaux. Il est l'unique manuscrit du Moyen Âge encore conservé dans son lieu d'origine[réf. souhaitée] et il appartient toujours au même ordre religieux où il a été copié, il y a plus de sept siècles.

## Manuscrit

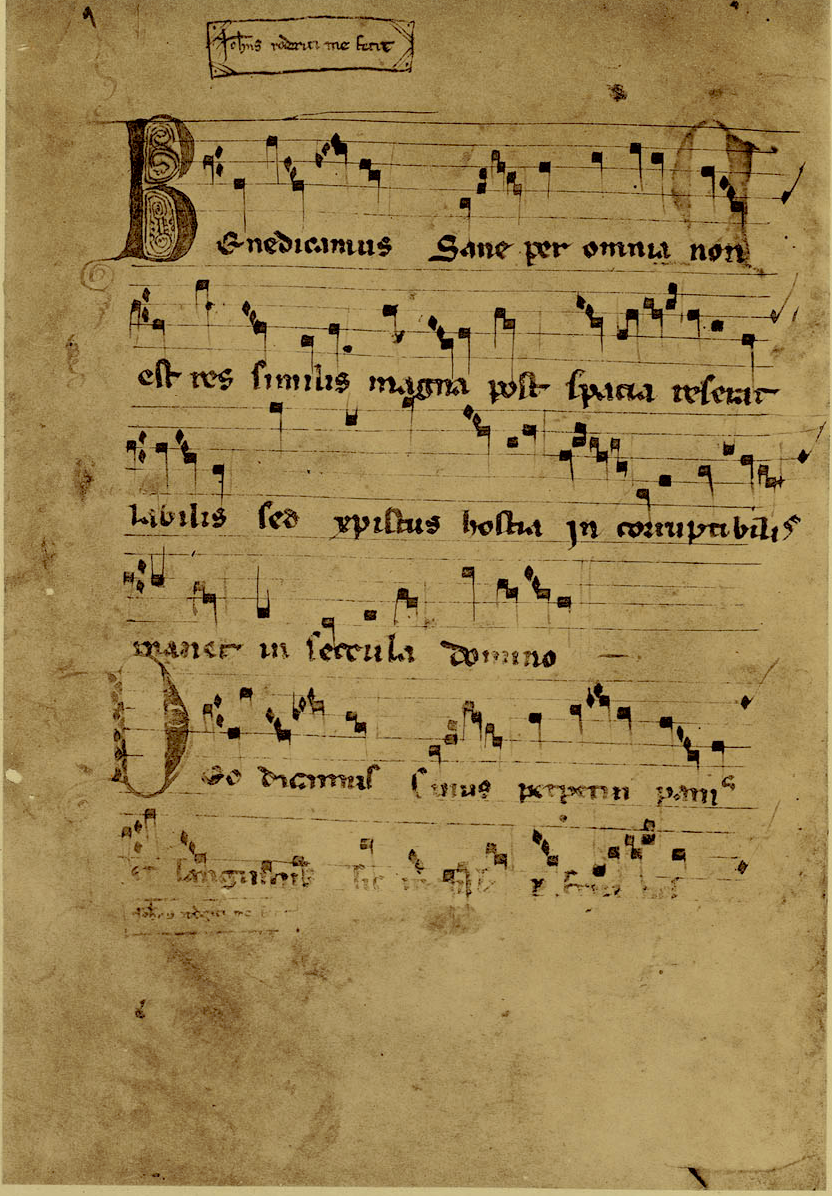
Le 160, Benedicamus sane per omnia non est res, ou figure l'encadré : « Johannes Roderici me fecit ».

La copie du codex a sûrement été commandé par l'abbesse du Monastère de Las Huelgas, María González d'Agüero. Elle a été abbesse de 1319 à 1333 : nous pouvons en déduire qu'il a été produit pendant cette période, certainement vers 1325. Le monastère possédait un chœur de 100 femmes au XIIIe siècle et treize cantoras ou socantoras. Une partie du manuscrit est un palimpseste : sur l'une des partitions ajoutées sur une ancienne datée de 1325. Le manuscrit collecte le répertoire vraisemblablement interprété par les religieuses du monastère depuis sa fondation, rassemblé en un manuscrit unique pour éviter sa dispersion. La copie du manuscrit a été confiée au copiste Johannes Roderici (Juan Rodríguez en castillan) qui joue le rôle de scribe, compilateur, et correcteur ; mais il y a quelque douze mains différentes dans le codex. Il est en plus l'auteur de quelques-unes des œuvres. Johannes Roderici a aussi retouché quelques-unes des teneurs de motets originels et transcrit les œuvres en notation mesurée, dans une notation plus moderne et a aidé dans la transcription d'autres manuscrits en notation carrée.
Le manuscrit a été découvert pour la critique historique en 1904 par deux moines bénédictins du monastère de Saint-Domingue de Silos, Casiano Rojo et Luciano Serrano, alors qu'ils effectuaient des recherches dans les codex grégoriens. Cependant, il a été connu grâce au musicologue catalan, Higinio Anglés par son ouvrage, El Còdex Musical de las Huelgas. Música a veus dels segles XIII-XIV, publié en 1931, où il reproduit un fac-similé du manuscrit. La découverte a mis en évidence la pratique de la composition et exécution de la musique polyphonique dans la péninsule Ibérique au Moyen Âge, question qui alors, avait jusqu'alors seulement été posée. Il a aussi permis de reconsidérer comme hispaniques d'autres manuscrits pour lesquels l'origine était incertaine, comme le Codex de Madrid 20486. Plus tard, en 1982, le musicologue Gordon Athol Anderson a réalisé une nouvelle et controversée transcription du répertoire dans son livre, The Huelgas Manuscript, Burgos, Monasterio de Las Huelgas (1982).
Le codex se compose de 170 feuillets de parchemin, répartis en 19 cahiers. Sa taille est de 260 par 180 mm. La partie écrite varie de 153 par 132 mm, à 235 par 130 mm. Chaque page comporte six portées groupées par deux ou trois selon le nombre de voix. Le ténor est souvent manquant, ou situé en fin de dernière ligne lorsqu'il existe. Tous les textes sont en latin et la musique est composée d'environ 40 % d'un répertoire où il n'existe aucune correspondance connue. Le codex a été sans doute très utilisé, ainsi qu'en témoignent les marques d'usure. Son apparence est modeste et à peine décorée, ce qui l'a peut-être épargné des pillages des siècles suivants et contraste avec son importance musicale.
Fruit de la dernière restauration du manuscrit effectuée par le musicologue Ismael Fernández de la Cuesta, les cahiers du codex ont été réorganisés selon l'ordre correct. L'ordre actuel des pièces diffère de l'ancienne publiée par d'Higinio Anglés dans les années 1930. Ainsi, les quatre premiers cahiers contiennent les organa, les dix suivants les motets et les proses et les derniers quatre les conductus.
- Folios 1 à 32 : Collection d’organa pour l'ordinaire de la messe
- Folios 33 à 81 : Collection de proses
- Folios 82 à 131 : Collection de motets
- Folios 131 à 170 : Collection de conduits

## Œuvres

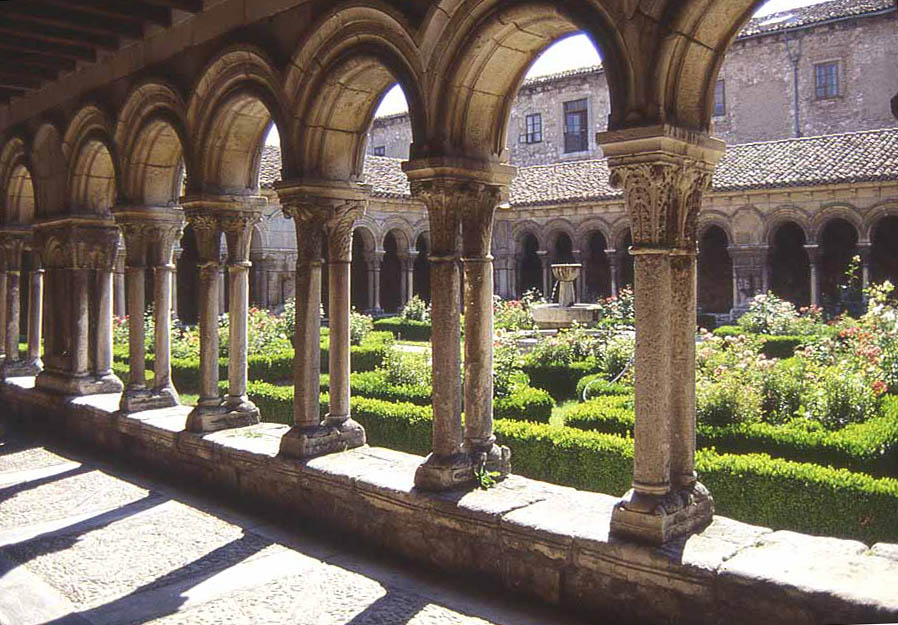
Monastère royal de Sainte Marie Las Huelgas. Le cloître.

Le codex contient 186 pièces musicales composées à l'origine depuis le XIIe jusqu'au début du XIVe siècle. Sept se présentent sans musique : nous avons donc seulement 179 œuvres musicales. Les formes musicales sont représentatives de l'Ars antiqua : motets, conductus, organa et séquences. 45 pièces sont monophoniques et 141 pièces sont polyphoniques.
Son répertoire comprend des pièces écrites dans le style de l'École de Notre-Dame de Paris (ensemble de pratiques musicales considérées comme anciennes lors la constitution du manuscrit), mais comprend aussi bien des pièces conçues à l'époque de sa rédaction. Il est donc une véritable collection de manières et de styles musicaux médiévaux différents.

### Par genre
On peut classer – selon Anglés et Roberto Pla – les 186 œuvres, de la façon suivante :
- 1 trope pour le Gloria. Sans musique.
- 3 Graduels. Sans musique.
- 3 versets alleluyatiques. Sans musique.
- 32 conduits. Parmi eux, nous en avons :
  - 2 à trois voix, en provenance de Notre-Dame
  - 15 à deux voix. Dont : Le f° 159v : O monialis concio burgensis, pour l'abbesse de Las Huelgas María González d'Agüero, † 1335.
    - 9 proviennent de Notre-Dame

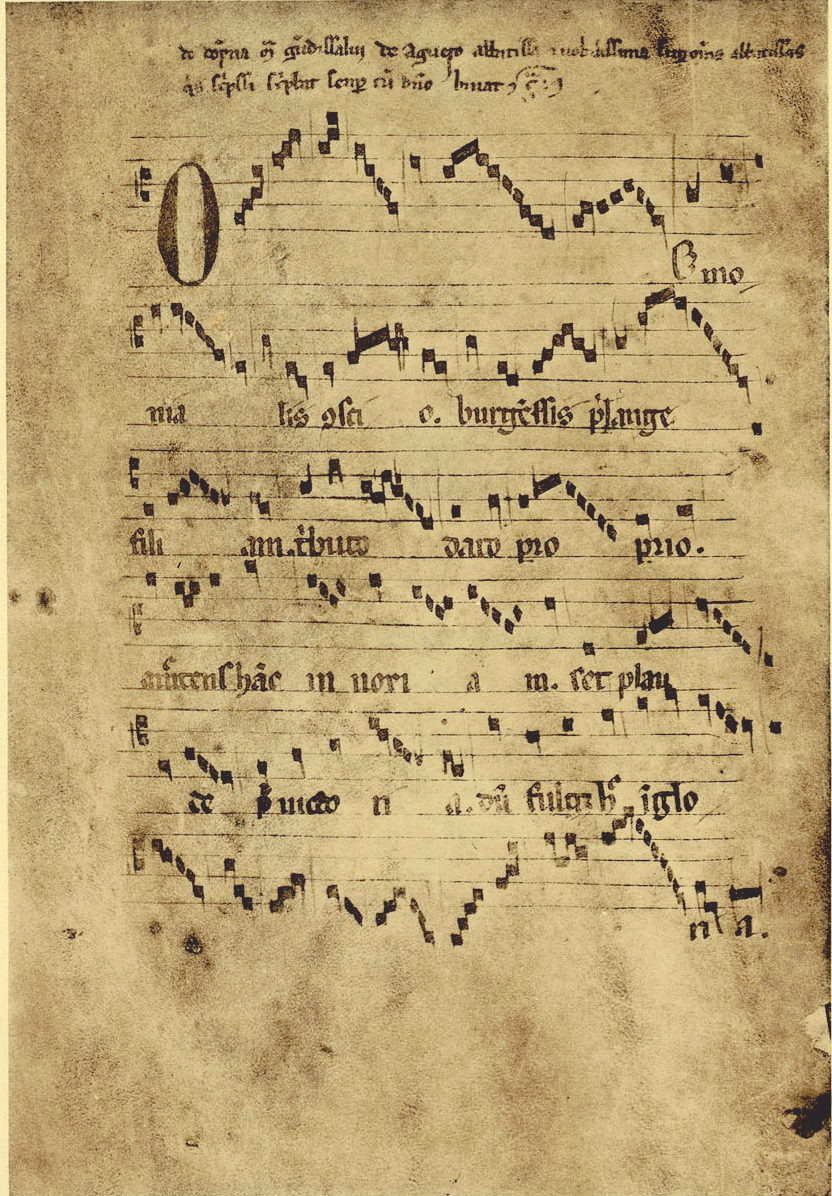
Le f° 159v : O monialis concio burgensis, pour l'abbesse de Las Huelgas María González d'Agüero, † 1335.

    - 6 se trouvent uniquement dans le Codex Las Huelgas :
      - Casta Catholica. Un double-conduit (Conductus)
      - De Castitati thalamo
      - Ave Maria.

  - 15 à une voix. Dont :
    - 7 proviennent de Notre-Dame
    - 1 se trouve aussi dans le Codex de Montpellier
    - 1 de Tortosa
    - 6 uniquement donnés dans le Codex Las Huelgas. Dont :
      - 4 planctus. Chants funéraires mondiques consacrés à des personnages importants[3]. Détails :
        - Rex obit (Pour la mort d'Alphonse VIII de Castille, † 1214)
        - Plange, Castella misera (Pour Sanche III de Castille, † 1158)
        - Quis dabit capiti meo (destinataire inconnu)
        - O monialis concio burgensis (pour l'abbesse de Las Huelgas María González d'Agüero (María Gundisalvis), † 1335)

      - 2 antífonas oracionales :
        - Omnium in Te
        - Jhesu clementissime
- 31 séquences ou proses. Nous pouvons les classer de la suivante façon :
  - 2 sont antérieurs à Adam de Saint-Victor. L'une d'un maître allemand et l'autre d'un français.
  - 6 se trouvent aussi dans autres manuscrits européens antérieurs, ou contemporains du Codex Las Huelgas.
  - 6 se trouvent aussi dans autres manuscrits de la péninsule hispanique.
  - 10 se trouvent dans autres manuscrits, mais le Codex La Huelgas est la plus ancienne source.
  - 7 sont copiés uniquement dans le Codex Las Huelgas. Parmi ceux-ci, nous pouvons citer :
    - Novis cedunt vetera
    - Flavit auster
- 54 parties de la messe.  Dont :
  - 5 Kyries Deux sont des unica du Codex Las Huelgas. Ils manquent les tropes.
  - 1 Offertoire
  - 8 Sanctus. Un sans trope. Des sept restants, seulement deux sont à deux voix, et n'apparaissent que dans ce codex.
  - 9 Agnus Dei. Tous avec trope. Cinq sont des unica.
  - 31 Benedicamus Domino. Dont :
    - 9 apparaissent sans trope.
    - 1 se présente comme trope du Benedicamus, mais sans le Benedicamus préalable.
    - 3 sont illisibles dans le manuscrit.
    - Des 18 restants :
      - 8 se retrouvent dans d'autres tropes européens.
      - 10 se trouvent seulement en le Codex Las Huelgas. Dont :
        - 1 à une voix. Composé par Johannes Roderici.
        - 8 à deux voix. Dont deux composés par Johannes Roderici, le copiste.
        - 1 à trois voix
- 59 motets, qu'on peut classer sous la forme suivante : Le fo 154vo  : le solfège à deux voix Fa fa mi fa mi ré mi et Ut ré mi ut ré mi. Une voix par colonne.

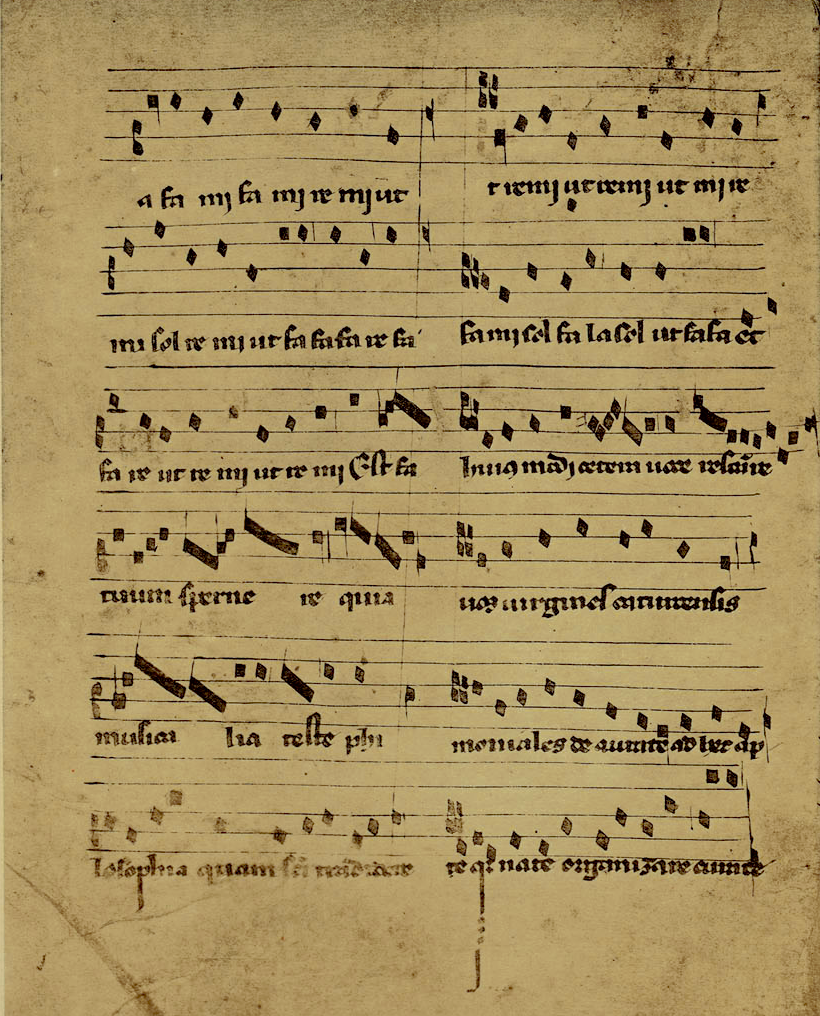
Le 154 : le solfège à deux voix Fa fa mi fa mi ré mi et Ut ré mi ut ré mi. Une voix par colonne.

  - 11 proviennent de mélismes polyphoniques du répertoire de Notre-Dame
  - 15 sont connus par autres manuscrits de l'École de Notre-Dame, mais dans le Codex Las Huelgas se présentent dans une forme plus primitive.
  - 5 se trouvent également dans le Codex de Montpellier.
  - 7 sont d'une époque postérieure et sont connus par autres manuscrits.
  - 21 se présente seulement dans le Codex Las Huelgas.
- 1 Credo. Ajouté postérieurement au manuscrit. Il s'agit du premier Credo polyphonique à 3 voix noté.
- 1 Solfège à 2 voix. Ajouté postérieurement au manuscrit. Il constitue la première leçon de solfège polyphonique connue[1].

Il y a 86 pièces à deux voix, 49 à trois voix, 1 à quatre voix. Le reste sont des monodies, dont l'essentiel est fait de séquences, conduits et Benedicamus.
La musique se présente soit en partition ou en parties séparées. La notation, de type franconienne, n'est pas uniforme et présente quelques anomalies comme la distribution des voix et ligatures dans la voix de ténor des motets.

### Détails
Détails des œuvres du manuscrit dans la numérotation d'Higinio Anglés. Les codes de la colonne de « concordances » avec autres manuscrits et des fragments sont spécifiés plus bas. La colonne des « Enregistrements » renvoie à la section « discographie ».
| Nº  | fo           | Œuvre                                                                                                   | Voix | Forme                       | Concordance         | Enregistrements                                            | Commentaire |
| --- | ------------ | --- | ---- | --------------------------- | ------------------- | ---------------------------------------------------------- | --- |
| 1   | 1            | Rex virginum amator Deus... eleyson (Cunctipotens genitor)                                              | 2    | organum                     | CAL                 | DIS, SAR, LOZ, COD                                         | Kyrie |
| 2   | 1vo          | Conditor Kyrie omnium ymas... eleyson                                                                   | 2    | organum                     | W1                  |                                                            | Kyrie |
| 3   | 2vo          | Kyrie fons bonitatis                                                                                    | 2    | organum                     | W1                  | SIX, BES                                                   | Kyrie |
| 4   | 3vo          | Kyrie eleyson                                                                                           | 2    | organum                     |                     | LIG                                                        | Kyrie |
| 5   | 4            | Kyrie eleyson                                                                                           | 2    | organum                     |                     |                                                            | Kyrie |
| 6   | 4            | Et in terra... Spiritus et alme orphanorum Paraclite                                                    | 3    | trope du Gloria             | MAB, BUR, BAR       | SIX, LOZ, LIG                                              | Gloria in excelsis Deo |
| 7   | 5vo          | Benedicta et venerabilis... Virgo Dei Genitrix                                                          | 2    | organum                     | W1                  | DIS                                                        | Pour la fête de la Vierge |
| 8   | 6vo          | Alleluia. Salve virgo mater Dei                                                                         | 2    | organum                     | W1                  | VOC, LIG                                                   | Alleluia |
| 9   | 7            | Alleluia. Quae est ista tam formosa                                                                     | 2    | organum                     |                     | VOC                                                        | Alleluia |
| 10  | 7vo          | Alleluia. Angelus Domini descendit de celo [Ave, gloriosa, plena gracie/Angelus Domini]                 | 2    | organum                     | F                   |                                                            | Alleluia |
| 11  | 8            | (sans texte)                                                                                            | 1    | trope du Benedicamus Domino |                     |                                                            | [Benedicamus, sane per omnia] |
| 12  | 8vo          | Recordare virgo mater... Ab hac familia tu propitia                                                     | 2    | organum                     | W1, ORF             |                                                            | Offertoire pour la Vierge |
| 13  | 9vo          | Sanctus, sanctus, sanctus                                                                               | 2    | organum                     |                     |                                                            | Sanctus |
| 14  | 11           | Cleri cetus psallat letus (Ténor : Hosanna)                                                             | 2    | organum                     |                     | ATR, UNI                                                   | trope du Sanctus - Hosanna |
| 15  | 12           | Te laudant agmina iugiter celica (Ténor : Hosanna)                                                      | 2    | organum                     | ORF                 |                                                            | trope du Sanctus - Hosanna |
| 16  | 13vo         | Clangat cetus iste letus (Ténor : Hosanna)                                                              | 2    | motet                       | ORF, TOR            |                                                            | trope du Sanctus - Hosanna |
| 17  | 15           | Clangat hodie vox nostra melodum symphonia (Ténor : Hosanna)                                            | 2    | organum                     |                     |                                                            | trope du Sanctus - Hosanna |
| 18  | 16vo         | Sanctus divinum mysterium semper declaratur                                                             | 2    | organum                     |                     | DIS, HUE                                                   | trope du Sanctus |
| 19  | 17           | Ave verum corpus natum de Maria virgine (Ténor : Sanctus)                                               | 2    | organum                     |                     | LIG                                                        | trope du Sanctus - Hosanna |
| 20  | 18           | O Jesu salvator dulcis consolator (Ténor : Agnus)                                                       | 3    | organum                     |                     | DIS, EVF                                                   | trope de l'Agnus Dei |
| 21  | 18           | Agnus Dei. Summa Patris virtus celorum factor                                                           | 2    | organum                     |                     |                                                            | trope de l'Agnus Dei |
| 22  | 19           | Gloriosa spes reorum Virgo morem instrue (Ténor : Agnus)                                                | 2    | organum                     |                     |                                                            | trope de l'Agnus Dei |
| 23  | 19vo         | Crimina tollis aspera mollis (Ténor : Agnus)                                                            | 2    | organum                     | RIP, ORF            | LOZ                                                        | |
| 24  | 19vo         | Regula moris mater honoris (Ténor : Agnus)                                                              | 3    | organum                     |                     | NLC, COD                                                   | trope de l'Agnus Dei |
| 25  | 20           | Mortis dira ferens ut nostra pianda piares (Ténor : Agnus)                                              | 2    | motet                       | W1                  |                                                            | trope de l'Agnus Dei |
| 26  | 20vo         | Christi pacientia mortem morte propria (Ténor : Agnus)                                                  | 3    | organum                     |                     | EVF                                                        | trope de l'Agnus Dei |
| 27  | 20vo         | Christi miseratio sanguine nos proprio (Ténor : Agnus)                                                  | 3    | organum                     |                     | ATR, UNI                                                   | trope de l'Agnus Dei |
| 28  | 21           | Exultet hec concio magno cum tripudio (Ténor : Agnus)                                                   | 3    | organum                     |                     | HUE                                                        | trope de l'Agnus Dei |
| 29  | 21           | Benedicamus Domino cum cantico cum iubilo                                                               | 3    | conduit                     |                     | SEQ, MUA, POL                                              | trope du Benedicamus Domino. Le Benedicamus est chanté à la place du Ite missa est. |
| 30  | 21vo         | Benedicamus Domino                                                                                      | 2    | organum                     |                     |                                                            | Benedicamus Domino |
| 31  | 22           | Catholicorum concio summi cum gaudio (Ténor : Benedicamus)                                              | 2    | organum                     |                     | ATR, SEQ, DIS, TRE, SAR, VOC, FLE[✘], CLE[✘]               | trope du Benedicamus Domino |
| 32  | 22vo         | Benedicamus Domino                                                                                      | 2    | organum                     |                     |                                                            | Benedicamus Domino |
| 33  | 22vo         | Benedicamus devotis mentibus                                                                            | 2    | organum                     | CAL                 |                                                            | trope du Benedicamus Domino |
| 34  | 23           | Qui nos fecit ex nichilo Patri eius (Ténor : Benedicamus)                                               | 2    | organum                     |                     | SEQ                                                        | trope du Benedicamus Domino |
| 35  | 23vo         | Exultemus et letemur hodie resurrexit rex (Ténor : Benedicamus)                                         | 2    | organum                     |                     | ATR                                                        | trope du Benedicamus Domino |
| 36  | 24           | Benedicamus. His est enim precursor et magnus Iohannes (Ténor : Benedicamus)                            | 2    | organum                     |                     | SEQ                                                        | trope du Benedicamus Domino |
| 37  | 24vo         | Benedicamus Domino                                                                                      | 2    | organum                     |                     |                                                            | Benedicamus Domino. Manque le ténor |
| 38  | 25           | Verbum Patris hodie processit ex virgine (Ténor : Benedicamus)                                          | 2    | organum                     |                     | SEQ, ALB                                                   | trope du Benedicamus Domino |
| 39  | 25vo         | Benedicamus. Benigno voto qui cuncto preside mundo                                                      | 2    | organum                     | CAL                 | FLE                                                        | Benedicamus Domino |
| 40  | 25vo         | Benedicamus Domino                                                                                      | 3    | organum                     |                     | HUE                                                        | Benedicamus Domino. Les trois voix reprennent sans arrêt les mêmes figures en canon : « Cette œuvre pourrait être l'un des tout premier canon de l'histoire de la musique. »                                                      |
| 41  | 26vo         | Verbum Patris hodie processit ex virgine (Ténor : Benedicamus)                                          | 2    | organum                     |                     | WAV                                                        | trope du Benedicamus Domino |
| 42  | 27           | Haec est mater Domini sanctissima (Ténor : Benedicamus)                                                 | 2    | conductus                   |                     | TRE, EVF, DIF, FEM                                         | trope du Benedicamus Domino |
| 43  | 28           | Resurgentis Domini Pascha celebratur (Ténor : Benedicamus)                                              | 3    | organum                     |                     | ATR, SEQ, DIS, EVF, UNI                                    | trope du Benedicamus Domino |
| 44  | 29vo         | Benedicamus Domino                                                                                      | 2    | organum                     |                     |                                                            | Benedicamus Domino |
| 45  | 30           | Benedicamus Domino                                                                                      | 2    | organum                     |                     |                                                            | Benedicamus Domino |
| 46  | 30           | Omnes de Saba. Surge et                                                                                 | 2    | organum                     | W1, F               | VOC                                                        | Gradual de la fête de l'épiphanie |
| 47  | 31           | Propter veritatem. Audi filia                                                                           | 3    | organum                     | W1, F               | DIF                                                        | Gradual |
| 48  | 32           | Celeste preconium sonet vox fidelium (Ténor : Hosanna)                                                  | 2    | organum                     |                     | LOZ                                                        | trope du Sanctus - Hosanna |
| 49  | 32vo         | Benedicamus Domino                                                                                      | 2    | organum                     |                     |                                                            | trope du Benedicamus Domino |
| 50  | 33           | Promereris summe laudis tu que Deum ventre claudis                                                      | 2    | prosa                       | ORF, TOR            | FEM[✘]                                                     | |
| 51  | 33vo         | In virgulto gratie arbor pudicitie                                                                      | 2    | prosa                       |                     | CLE, FRA                                                   | |
| 52  | 34vo         | Maria virgo virginum ora pro nobis Dominum                                                              | 2    | prosa                       |                     | SEQ, DIS, LOZ, UNI, FLE, OBS, FEM                          | |
| 53  | 35vo         | Salve sancta Christi parens                                                                             | 2    | prosa                       | TOR                 | LOZ, BES, LIG                                              | |
| 54  | 36vo         | Verbum bonum et suave personemus illud ave                                                              | 2    | prosa                       | W1, TOR             | NLC, MIC, COD, FEM                                         | Dédié à De Santa María |
| 55  | 38vo         | Aeterni numinis mater et filia                                                                          | 1    | prosa                       | ORF                 | BIN, BES                                                   | |
| 56  | 40           | Nobis cedunt vetera, cellant terre viscera                                                              | 1    | prosa                       |                     | ATR, VOC                                                   | |
| 57  | 41vo         | Virgo sidus aureum sidus et decorum                                                                     | 1    | prosa                       |                     | SEQ, LOZ, UNI, DIF                                         | |
| 58  | 45           | Flavit auster flatu leni ventris aulam Deo pleni                                                        | 1    | prosa                       | unicum              | ATR, HUE, MOR, VOC, UNI, FIG                               | Grand répons pour sainte Marie Madeleine. |
| 59  | 46vo         | Eya mater fidelium Ave regina gloriae splendor celestis curiae                                          | 1    | prosa                       | unicum              | HUE, EWI                                                   | Les trois versets forme l'acrostiche Ave Maria. |
| 60  | 48           | Angelorum laude digna virgo clemens et benigna                                                          | 2    | prosa                       |                     | BIN                                                        | |
| 61  | 51           | Stabat iuxta Christi crucem stabat videns                                                               | 1    | prosa                       |                     | SEQ, DIS, REN, EST, ROS                                    | |
| 62  | 52vo         | In sapientia disponens omnia eterna deitas                                                              | 1    | prosa                       | BCE, MBN, LER       | DIS, REN, FLO                                              | |
| 63  | 54vo         | Victimae paschali laudes                                                                                | 2    | prosa                       |                     | CAM, DIS, SIX, SAR                                         | Attribution incertaine à Wipo de Bourgogne, selon le manuscrit d’Einsiedeln. |
| 64  | 56           | Personnarum Trinitatem et nature unitatem                                                               | 1    | prosa                       | BUR                 |                                                            | |
| 65  | 57vo         | Cetus apostolici festa recolentes                                                                       | 1    | prosa                       |                     | VOC                                                        | |
| 66  | 58vo         | Caeli solem imitantem in occasu triunphantes                                                            | 1    | prosa                       | BCE, TOL, TOR , URG |                                                            | |
| 67  | 60           | Iucundare plebs fidelis, cuius pater est in celis                                                       | 1    | prosa                       | BCE, TOR            | BES, NBE                                                   | |
| 68  | 61           | Ex agone sanguinis. Arcem scandit culminis                                                              | 2    | prosa                       | unicum              | HUE[✘]                                                     | |
| 69  | 63           | Elizabeth Zachariae magnum virum in hac die                                                             | 1    | prosa                       | BCE, TOR            |                                                            | |
| 70  | 65           | Confessorum agonia modulata symphonia                                                                   | 1    | prosa                       |                     | FLE                                                        | |
| 71  | 65vo         | Rex eterne maiestatis cuius sceptrum potestatis                                                         | 1    | prosa                       |                     | FEM                                                        | Dédié à Marie Madeleine |
| 72  | 67           | Virgines egregie Virgines sacrate                                                                       | 1    | prosa                       | TOR, BCE            | FLE, FEM                                                   | |
| 73  | 68           | Ad honorem salvatoris intus corde voce foris                                                            | 1    | prosa                       |                     | ALC                                                        | |
| 74  | 70           | Ad celsi connubia regis virgo regia                                                                     | 1    | prosa                       |                     | FEM[✘]                                                     | Dédié à sainte Catherine |
| 75  | 71vo         | De Christi corpore tanta sollemnia                                                                      | 1    | prosa                       |                     |                                                            | |
| 76  | 73vo         | Gaude virgo plena Deo de qua natus fortis leo                                                           | 1    | prosa                       |                     | FLE                                                        | |
| 77  | 75           | Dolens auctor omnium mundi de peccatis                                                                  | 1    | prosa                       |                     |                                                            | |
|     | 71vo         | De christi corpore tanta sollemnia                                                                      | 1    | prosa                       |                     |                                                            | |
| 78  | 76           | Laudes aeterni luminis celestis armonia. Laudes Hincmari                                                | 1    | prosa                       | TAR                 |                                                            | |
| 79  | 78           | Intra viridarium virginale lilium                                                                       | 2    | prosa                       |                     |                                                            | |
| 80  | 80           | Salve regina glorie mater stella maris                                                                  | 2    | prosa                       |                     | SEQ, DIS, SAR, LOZ, FLE, NYE, CLE                          | |
| 81  | 82           | Belial vocatur diffusa calliditas                                                                       | 4    | motet                       | unicum              | NLC, HUE, CEL, MOR, VOC, UNI, DIF, FEM                     | Motet marial sur la Chandeleur et l'entrée de Jésus au Temple. Une des pièces les plus modernes du recueil et la seule à quatre voix                                                                                              |
| 82  | 83           | Dum superbit impius et pauper incenditur                                                                | 3    | motet (conductus-motet)     |                     |                                                            | |
| 83  | 84vo         | Alta bovi et leoni aquile volanti                                                                       | 3    | motet (conductus-motet)     | MAD                 | NLC, TRE, COD, BES, FLE, LIG                               | |
| 84  | 85           | Sicut a prophetis spiritu repletis (Ténor : Propter)                                                    | 3    | motet (conductus-motet)     |                     | ZOR                                                        | |
| 85  | 87           | Gaude chorus ommium fidelium rosa fragrans (Ténor : Angelus)                                            | 3    | motet (conductus-motet)     |                     | FEM                                                        | |
| 86  | 88           | Veni vena venie vite via (Ténor : Et in fines)                                                          | 3    | motet (conductus-motet)     | MAD                 |                                                            | |
| 87  | 89           | Mundi dolens de iactura patris miseratio                                                                | 3    | motet (conductus-motet)     |                     | SEQ, DIS, SAR                                              | |
| 88  | 90           | Mulier misterio sterilis mire fit (Ténor : Mulierum)                                                    | 2    | motet                       |                     |                                                            | |
| 89  | 90vo         | Agmina militie celestis (Ténor : Agmina)                                                                | 3    | motet (conductus-motet)     |                     |                                                            | Le motet Agmina est attribué sur certains manuscrit à Philippe de Grève († 1236). La mélodie provient de la romance provençale anonyme, « L’autrier cuidai aver druda » qui figure dans plusieurs manuscrits d'origine française, |
| 90  | 92           | Non orphanum te deseram sed efferam                                                                     | 2    | motet                       |                     |                                                            | |
| 91  | 93           | Surrexit de tumulo fulgens plus quam stella                                                             | 2    | conductus                   |                     | NLC, VOC, FLE                                              | |
| 92  | 94           | Splendidus regis thronus solaris Leo bos et aquila regalis                                              | 3    | motet double                |                     | BES                                                        | |
| 93  | 94vo         | O quam sancta quam benigna (Ténor : El gaudebit)                                                        | 2    | motet                       |                     |                                                            | |
| 94  | 95           | Honor triumphantis ecclesie                                                                             | 3    | motet (conductus-motet)     |                     |                                                            | |
| 95  | 95vo         | Patrum sub imperio status stat ecclesiae (Ténor : Pro patribus)                                         | 3    | motet (conductus-motet)     |                     | UNI                                                        | |
| 96  | 96           | In omni fratre tuo non habeas fiduciam (Ténor : In seculum)                                             | 2    | motet                       |                     |                                                            | |
| 97  | 97           | Crucifigat omnes Domini crux altera                                                                     | 2    | conductus                   | W1, F               | HUE, BES, IOC                                              | Chant militaire de croisade, figurant à trois voix dans les autres sources. |
| 98  | 98           | Ad celi sublimia et promissa gaudia (Ténor : Et regnabit)                                               | 2    | motet                       | MAD                 |                                                            | |
| 99  | 98vo         | Ave caro splendida plus quam solis radius                                                               | 3    | motet (conductus-motet)     |                     | FEM                                                        | |
| 100 | 99vo         | Virgo parit puerum integro pudore Nova salus hominis nata nobis hodie (Ténor : Benedicamus)             | 3    | motet double                |                     | ATR                                                        | |
| 101 | 100vo        | Ave (Salve) virgo regia Mater clementie Ave gloriosa mater salvatoris (Ténor : Domino)                  | 3    | motet double                |                     | DIS, CLE                                                   | |
| 102 | 101vo        | Novus miles sequitur viam novi regis                                                                    | 2    | conductus                   | MAD                 | MIC, RIT, CHI                                              | |
| 103 | 102          | O Maria virgo regia tu stella clara rutilans Organica cantica nostra psallat cantica                    | 3    | motet double                |                     | TRE, FLE, LIG                                              | |
| 104 | 102vo        | O Maria virgo davidica O Maria maris stella (Ténor : Et veritate)                                       | 3    | motet-conductus             |                     | HUE, TRE, MOR, FEM                                         | Triplum variable |
| 105 | 103vo        | Parit preter morem creata creatorem                                                                     | 2    | conductus                   | MAD                 | FLE                                                        | |
| 106 | 105          | Benedicite. Dominus. Gustate et videte Benedicite. Dominus. Edent pauperes (Ténor : Aptatur)            | 3    | motet double                |                     |                                                            | |
| 107 | 105vo        | Res nova mirabilis Virgo semper Virgo decus castitatis virgo regia                                      | 3    | motet double                |                     |                                                            | |
| 108 | 106vo        | Salve virgo virginum, salve lumen luminum O dulcissima virgo mater Domini (Ténor : Aptatur)             | 3    | motet double                |                     | TRE, DIF                                                   | |
| 109 | 107vo        | Et florebit lilium flos Libani (Ténor : Et florebit)                                                    | 2    | motet                       |                     |                                                            | ténor manquant |
| 110 | 108          | Idola dum subdola mons sequitur                                                                         | 2    | motet                       |                     |                                                            | ténor manquant |
| 111 | 109          | Tres sunt causa conferendi bonum in ecclesia                                                            | 2    | motet                       |                     |                                                            | |
| 112 | 109vo        | Virgo virginum salus hominum                                                                            | 2    | motet                       |                     | CEL                                                        | |
| 113 | 110          | Mulierum hodie maior natus oritur (Ténor : Mulierum)                                                    | 2    | motet                       | F                   | FEM                                                        | Dédié à sainte Anne |
| 114 | 110vo        | Mulieris marcens venter dum virescit                                                                    | 2    | motet                       | F                   |                                                            | |
| 115 | 111          | Divinarum scripturarum latens tegmine (Ténor : Filia)                                                   | 2    | motet                       | MAD                 |                                                            | |
| 116 | 111          | Omnipotens fecit grandia mirabilia                                                                      | 2    | motet                       | MAD                 | UNI                                                        | |
| 117 | 111vo        | Tu claviger eteris magister ceteris                                                                     | 2    | motet                       |                     |                                                            | Le ténor est supprimé |
| 118 | 112          | Laus tibi salus hominum Laus tibi virgo virginum (Ténor : Et vide)                                      | 3    | motet double                |                     |                                                            | |
| 119 | 112vo        | In seculum artifex seculi In seculum supra mulieres (Ténor : In seculum)                                | 3    | motet double                |                     | DIS, ANI                                                   | |
| 120 | 113          | Gaude (salve) virgo nobilis Maria Verbum caro factum est (Ténor : Et veritate)                          | 3    | motet double                |                     | DIS                                                        | |
| 121 | 113vo        | Ave regina celorum ave domina Alma redemptoris mater que pervia (Ténor : Alma)                          | 3    | motet double                |                     |                                                            | Auteur : Hermannus Contractus |
| 122 | 114vo        | O Maria decus angelorum sublevatrix De virgula vero inicio irrigua (Ténor : Et confitebor)              | 3    | motet double                |                     |                                                            | |
| 123 | 114vo        | Psallat chorus in novo carmine organico Eximie pater egregie rector pie (Ténor : Aptatur)               | 3    | motet double                |                     | SEQ, SAR, COD, LIG                                         | |
| 124 | 115          | Celi domina quam sanctorum agmina Ave virgo virginum ave lumen luminum (Ténor : Et super)               | 3    | motet double                |                     |                                                            | |
| 125 | 115          | Ave lux luminum, ave splendor Salve virgo rubens rosa sola Christi                                      | 3    | motet double                |                     |                                                            | |
| 126 | 116          | Claustrum pudicitie Virginis triclinium Virgo viget melius dum peperit (Ténor : Flos filius)            | 3    | motet double                |                     | CJO, FLE                                                   | |
| 127 | 116vo        | Amor vincens omnia potentia Mariæ preconio devocio (Ténor : Aptatur)                                    | 3    | motet double                | ORF                 | FEM                                                        | |
| 128 | 117vo        | Ex semine Abrae divino moderamine Ex semine rosa prodit spine (Ténor : Ex semine)                       | 3    | motet double                | F                   |                                                            | |
| 129 | 118vo        | O Plangant nostri prelati rebus suis viduati (Ténor : Omnes)                                            | 2    | motet                       |                     | SEQ, MAU                                                   | |
| 130 | 119          | Salve porta regni glorie lux gratie Salve salus gentium, Maria, fidelium (Ténor : Salve Sancta Parens)  | 3    | motet double                |                     | DIS, CEL, UNI, CJO, FLE, OBS                               | Introito del común de la Virgen |
| 131 | 119          | Deo confitemini qui sua clementia (Ténor : Domino)                                                      | 2    | motet                       | W1, F, MAD          |                                                            | |
| 132 | 119          | Ex illustri nata prosapia... sponsa Christi Ex illustri nata prosapia... et nobilis                     | 3    | motet-conductus double      |                     | ATR, NLC, SEQ, HUE, MOR, VOC, COD, FLE, ZOR, MAU, FEM      | Louanges à sainte Catherine |
| 133 | 129vo        | Iam nubes dissolvitur Iam novum sidus oritur (Ténor : Solem)                                            | 3    | motet double                |                     | DIS, TRE, ANI, FEM[✘]                                      | |
| 134 | 121vo        | Casta catholica cantent connubia. Da dulcis domina dulcoris dulcia                                      | 2    | double-conductus            |                     | ATR, SEQ, HUE, MOR, VOC, FRA                               | Les paroles se réfèrent à l'abbesse du Monastère de Las Huelgas, María González de Agüero et fait usage de la technique des hoquets.                                                                                              |
| 135 | 122vo        | Ave verum corpus natum de Maria Virgine Ave vera caro Christi                                           | 3    | motet                       |                     |                                                            | |
| 136 | 123vo        | Ave caro splendida plus quam solis radius Salve salus redemptorium tuo Christe sanguine                 | 3    | motet double                |                     |                                                            | |
| 137 | 124vo        | O Maria Maris stella plena gratie O Maria Dei cella splendor glorie (Ténor : Veritatem)                 | 3    | motet double                | F                   | HUE, LOZ, AMA, EUN                                         | |
| 138 | 124vo        | Ave caro splendida plus quam solis radius Ave verum corpus natum                                        | 3    | motet double                |                     |                                                            | |
| 139 | 125vo        | O plena gratie dum beneficia (Ténor : Omnes)                                                            | 2    | motet                       |                     | SEQ                                                        | |
| 140 | 126          | In veritate comperi quod sceleri (Ténor : Veritatem)                                                    | 2    | motet                       | F                   | CJO                                                        | |
| 141 | 127vo        | Clama ne cesses Syon filia (Ténor : Alleluia)                                                           | 2    | motet                       |                     |                                                            | |
| 142 | 127vo        | Homo miserabilis tu numquam stabilis (Ténor : Brumas est mors)                                          | 2    | motet                       | BAM                 | HUE                                                        | |
| 143 | 128          | Ecclesie princeps et domine (Ténor : Et confitebor)                                                     | 2    | motet                       |                     |                                                            | |
| 144 | 129          | Benedicamus Domino                                                                                      | 3    | organum                     | W1, F               |                                                            | Benedicamus Domino |
| 145 | 131          | De castitatis thalamo ventrem virginalem                                                                | 2    | conductus                   |                     | DAN, ATR, MOR, LOZ, UNI, FLE, NYE, ALB                     | |
| 146 | 132          | Quod promisit ab eterno die solvit hodierno                                                             | 2    | conductus                   | W1, F, MAD          |                                                            | |
| 147 | 134          | Flos de spina procreatur et flos flore fecundatur                                                       | 2    | conductus                   | W1, F, MAD          | TRE                                                        | |
| 148 | 137          | Columbe simplicitas fel horret molitie                                                                  | 2    | conductus                   | F                   | BES                                                        | |
| 149 | 138          | Soli nitorem equori pugillum adde laticis                                                               | 2    | conductus                   | F                   |                                                            | |
| 150 | 139vo        | Parens patris natique filia virgo mater                                                                 | 2    | conductus                   |                     | AUR                                                        | |
| 151 | 140vo        | O gloriosa Dei genitrix virgo semper Maria                                                              | 2    | conductus                   |                     | SEQ, TRE, MOR, VOC, DIF, FOR                               | |
| 152 | 143          | Dum sigillum summi Patris signatum divinitus                                                            | 2    | conductus                   | F                   | BIN, FEM                                                   | |
| 153 | 145          | Ave maris stella virgo decus virginum                                                                   | 3    | conductus                   | W1, F, MAD          | DIS, TRE, FOR, TAP                                         | |
| 154 | 147          | Mater patris et filia mulierum letitia                                                                  | 3    | conductus                   | MAD                 | SEQ, AN4                                                   | |
| 155 | 150vo        | Ergo agnus veri Dei magne magnus dator spei                                                             | 2    | conductus                   | W1, F, MAD          |                                                            | |
| 156 | 151vo        | Ave Maria gratia plena Dominus tecum                                                                    | 2    | conductus                   | MAD                 | ATR, SEQ, VOC, CJO, AN4                                    | |
| 157 | 166          | Mellis stilla, maris stella rosa primula                                                                | 3    | motet (conductus-motet)     |                     |                                                            | |
| 158 | 167          | Si vocatus ad nuptias advenias                                                                          | 1    | conductus                   |                     |                                                            | |
| 159 | 167          | Omnium in te Christe credentium terge sordes                                                            | 1    | conductus                   |                     | ATR                                                        | |
| 160 | 167          | In hoc ortus occidente sol emergens de torrente                                                         | 1    | conductus                   |                     |                                                            | |
| 161 | 167vo        | Audi pontus audi tellus audi maris                                                                      | 1    | conductus                   |                     | SEQ, DIS, CEL, SAR, FLE, REN                               | |
| 162 | 157          | Bonum est confidere in dominorum domino                                                                 | 1    | conductus                   |                     | MAU                                                        | |
| 163 | 157vo        | Ve mundo a scandalis ve nobis ut acephalis                                                              | 1    | conductus                   |                     |                                                            | |
| 164 | 158          | Veni redemptor gentium, creator spiritus. (Sanctus)                                                     | 1    | conductus                   | TOR                 | DIS, FLE                                                   | |
| 165 | 158          | Fontis in rivulum sapor ut defluit                                                                      | 1    | conductus                   | F                   | DOR, ALC                                                   | |
| 166 | 158vo        | Homo natus ad laborem tui status                                                                        | 1    | conductus                   | F                   |                                                            | |
| 167 | 161          | Iesu clementissime qui in diluvio Noe reservasti                                                        | 1    | conductus                   |                     | ATR                                                        | |
| 168 | 161vo        | Ergo vide ne dormias set vigilans                                                                       | 1    | conductus                   | F                   |                                                            | |
| 169 | 161          | Rex obiit et labitur Castelle gloria                                                                    | 1    | conductus                   |                     | ATR, SFM, NLC, SEQ, THE, VOC, WIT, PAN, CAT,               | Planctus pour la mort du roi Alphonse VIII de Castille († 1214) |
| 170 | 159          | Quis dabit capiti meo aquam et occulis meis                                                             | 1    | conductus                   | unicum              | ATR, SFM, NLC, SEQ, HUE, THE, MOR, VOC, WIT, CAT, FEM      | Planctus. Le destinataire est inconnu. Sur le mode lydien (cinquième mode) symbolisant âpreté et amertume. |
| 171 | 159vo        | O monialis concio Burgensis plange filiam                                                               | 1    | conductus                   |                     | ATR, SFM, NLC, SEQ, HUE, TRE, THE, VOC, WIT, CAT, FEM      | Planctus pour la mort de l'abbesse du Monastère de Las Huelgas, María González de Agüero († 1335). Des indices indiquent qu'elle serait l'auteur de la pièce,                                                                     |
| 172 | 160          | Plange Castella misera plange pro rege Sancio                                                           | 1    | conductus                   |                     | ATR, SFM, NLC, SEQ, EWI, THE, VOC, UNI, WIT, ALT, CAT, FEM | Planctus pour la mort du roi Sanche III de Castille († 1158) |
| 173 | 160vo        | Benedicamus sane per omnia non est res                                                                  | 1    | trope du Benedicamus Domino |                     | ATR                                                        | Auteur : Johannes Roderici |
| 174 | 162          | In hoc festo gratissimo corde letemur intimo                                                            | 2    | trope du Benedicamus Domino |                     | SEQ                                                        | Auteur : Johannes Roderici |
| 175 | 165          | Benedicamus sane per omnia non est res                                                                  | 1    | trope du Benedicamus Domino |                     |                                                            | |
| 176 | 165, 153–154 | [Credo in unum Deum] Patrem omnipotentem                                                                | 3    | Credo                       | BNA                 | SIX                                                        | |
| 177 | 154vo        | Fa fa mi fa mi re mi Ut re mi ut re mi                                                                  | 2    | Pièce de solfège            |                     | NLC, SEQ, DIS, TRE, VOC, FEM                               | |
| 178 | 155          | Benedicamus. O quam sanctum                                                                             | 1    | trope du Benedicamus Domino |                     |                                                            | Auteur : Johannes Roderici |
| 179 | 155vo        | Iste est Iohannes                                                                                       | 1    | trope du Benedicamus Domino |                     |                                                            | |
| 180 | 156          | O speculum monachorum                                                                                   | 1    | trope du Benedicamus Domino |                     |                                                            | |
| 181 | 156vo        | Benedicamus. O quam pretiosum lignum                                                                    | 1    | trope du Benedicamus Domino |                     |                                                            | Illisible |
| 182 | 163          | Iste est Iohannes                                                                                       | 1    | trope du Benedicamus Domino |                     |                                                            | |
| 183 | 163vo        | Benedicamus Virgini matri                                                                               | 2    | organum                     |                     | ATR, SEQ, CEL, SAR, VOC                                    | trope du Benedicamus Domino Auteur : Johannes Roderici |
| 184 | 163vo        | Benedicamus. O quam pretiosum lignum Aeterni numinis mater et filia. De Christi corpore tanta sollemnia | 1    | trope du Benedicamus Domino |                     |                                                            | |
| 185 | 164vo        | Perhibentur cunctis rerum                                                                               | 1    | trope du Benedicamus Domino |                     |                                                            | |
| 186 | 168          | Benedicamus. Hic est enim precursor                                                                     | 1    | trope du Benedicamus Domino |                     | LIG                                                        | |

### Abréviations
[✘] indique une version instrumentale.
Concordances avec les autres manuscrits et les fragments :
- RIP - Barcelone, Archives de la Couronne d'Aragon, Ripoll 139 (Fragment originaire du Monastère de Ripoll)
- BAR - Barcelone, Bibliothèque Centrale, M. 853
- BCE - Barcelone, Bibliothèque Centrale, M. 911
- ORF - Barcelone, Bibliothèque Orfeó Catalá, Ms. 1
- BUR - Burgos, Archives de la Cathédrale, Ms. 61. Fragment 2
- LER - Lleida, Archives de la Cathédrale, Ms. 8
- MBN - Madrid, Bibliothèque Nationale, Ms. 19421
- MAB - Madrid, Bibliothèque Nationale, Ms. 20324
- MAD - Madrid, Bibliothèque Nationale, Ms. 20486 (Codex de Madrid)
- BNA - Madrid, Bibliothèque Nationale, Ms. V 21-8
- CAL - Saint-Jacques-de-Compostelle, Archives de la Cathédrale (Codex Calixtinus)
- URG - Siège d'Urgel, Église de la Piété. "Missale mixtum". "Prosarium"
- TAR - Tarragone, Archives diocésaines, Codex 39
- TOL - Tolède, Bibliothèque Capitular, Ms. 35.10
- TAC - Tortosa, Archives de la Cathédrale, Ms. 133
- TOR - Tortosa, Archives de la Cathédrale, Ms. 135.
- F - Florence, Manuscrit F, Pluteus 29.1
- W1 - Wolfenbüttel, Manuscrits W1 de la bibliothèque Herzog-August.

### Œuvres de Johannes Roderici

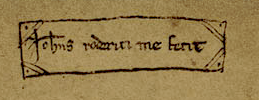
« Johannes Roderici me fecit » sur le haut du 160, « Benedicamus sane per omnia… »

Les œuvres composées par Johannes Roderici (Juan Rodriguez), qui portent l'inscription « Johannes Roderici me fecit », sont les suivantes :
- 173. Benedicamus, sane per omnia ;
- 174. In hoc festo gratissimo ;
- 178. Benedicamus, Ou quam sanctum ;
- 183. Benedicamus virgini matri.

Trois autres pièces, bien qu'anonymes, pourraient aussi être dues à J. Roderici :
- 179. Iste est Iohannes ;
- 181. Benedicamus, Ou quam preciosum ;
- 182. Iste est Iohannes.

## Discographie
Cette discographie est ordonnée par année d'enregistrement, mais la référence indiquée est celle de l'édition la plus récente. Elle ne comprend pas de compilations, uniquement des disques originaux.
- 1954 – [DAN] – Masterpieces of Music before 1750, vol. 1. An Anthology of Musical Examples from Gregorian Chant to J.S. Bach. Women's Voice of the University of Copenhagen. Niels Møller (Haydn Society recording HSCD 9038) (Fiche sur medieval.org)
- 1970 – [ATR] – El Códice de las Huelgas (XIIe–XIVe siècle) - Mercedes Gota et Carmen Orihuela (sopranos), Lola Quijano (contralto), Coro de monjas del Monasterio de las Huelgas, Atrium Musicæ de Madrid, Gregorio Paniagua (Hispavox "Colección de Música Antigua Española" CDM 5 65 314-2) (Fiche sur medieval.org) (OCLC 41904565)
- 1972 – [WAV] – Las Cantigas de Santa Maria, Chants et musique instrumentale à la cour d'Alfonse le Sage - Jan DeGaetani (mezzo soprano), Constantine Cassolas (ténor), The Waverly Consort, Michael Jaffee (1972, Vanguard Classics 082 013 71) (Fiche sur medieval.org) (OCLC 28756460)
- 1973 – [CAM] – Osterfestkreis. Chant grégorien pour le temps pascal - Capella Antiqua München, Konrad Ruhland (Philips 426 840-2) (Fiche sur medieval.org)
- 1976 – [SFM] – Planctus. Studio der frühen Musik (LP EMI « Reflexe » 1C 063-30 129 / Édition CD avec d'autres enregistrements : Reflexe vol. 5 - Stationen Europäischer Musik) (Fiche sur medieval.org) (OCLC 47851733) Contient les quatre planctus.
- 1982 – [POL] – Ultreia ! Sur la route de Saint-Jacques-de-Compostelle. Ensemble de musique ancienne Polyphonia Antiqua, Yves Esquieu (5–8 juillet 1982, Pierre Vérany PV 7 90 042) (Fiche sur medieval.org) (OCLC 29785691)
- 1987 – [RIT] – Rituel. Chants sacrés des premiers capétiens, chant grégorien et polyphonies. Ensemble Venance Fortunat, Anne-Marie Deschamps (mai 1987, L'Empreinte digitale ED 13154) (Fiche sur medieval.org)
- 1987 – [CHI] – Music of The Age of Chivalry - Mary Remnant, Petronella Dittmer, Mathew Hart Dyke (Soundalive Music SAMMT/CD 101) (Fiche sur medieval.org)
- 1989 – [NLC] – Le pèlerinage de Saint-Jacques de Compostelle - New London Consort. Philip Pickett (31 octobre–4 novembre 1989, L'Oiseau-Lyre) (Fiche sur medieval.org) (OCLC 26194817)
- 1989 – [ALC] – Visions et Miracles, chants sacrés galiciens et latin du XIIIe siècle espagnol - Ensemble Alcatraz (Nonesuch 7 9180-2) (Fiche sur medieval.org) (OCLC 18862309)
- 1990 – [EST] – Ave maris stella, Marienverehrung im Mittelalter - Estampie, "Münchner Ensemble für frühe Musik" (Christophorus CHR 77 107) (Fiche sur medieval.org)
- 1991 – [NBE] – Wanderer's Voice. Medieval Cantigas & Minnesang - The Newberry Consort (Harmonia mundi HMU 90 7082) (Fiche sur medieval.org)
- 1992 – [SEQ] – Codex Las Huelgas. Sequentia. Barbara Thornton, Benjamin Bagby (8–11 mai 1989, Deutsche Harmonia Mundi 05472 77238 2)[16] (Fiche sur medieval.org) (OCLC 27348239) Contient les nos 29, 31, 34, 36, 43, 52, 57, 61, 87, 123, 129, 132, 134, 139, 151, 154, 156, 161, 170, 171, 172, 174, 177, 183.
- 1992 – [DIS] – Femmes mystiques, XIIIe siècle, Codex Las Huelgas - Discantus, Brigitte Lesne (23–26 janvier 1992, Opus 111 OPS 30-68)[16] (Fiche sur medieval.org) (OCLC 29696992). Contient les nos 1, 7, 18, 20, 31, 43, 52, 61, 62, 63, 80, 87, 101, 119, 120, 130, 133, 153, 161, 164, 177 (uniquement des pièces liturgiques).
- 1993 – [HUE] – Codex Las Huelgas - Huelgas Ensemble, Paul Van Nevel (9–11 octobre 1992, Sony SK 53 341)[17](Fiche sur medieval.org) (OCLC 29869155). Contient les nos 132, 18, 28, 40, 58, 59, 68, 81, 97, 104, 134, 142, 170-171.
- 1993 – [BIN] – École de Notre-Dame de Paris, Permanence et Rayonnement XIIe, XIIIe et XIVe siècles - Ensemble Gilles Binchois, Dominique Vellard (octobre 1993, Harmonic Records 9349) (Fiche sur medieval.org)
- 1993 – [ALB] – A Rose of Swych Virtu. Reverence from the Renaissance and the Middle Ages - Música Antigua d'Albuquerque (Dorian Discovery DIS-80104) (Fiche sur medieval.org)
- 1994 – [CEL] – Celi Domina, El culto a la Virgen en la música de la Edad Media - Alia Mvsica, Miguel Sánchez (octobre 1994, Gober G-30595-2) (Fiche sur medieval.org)
- 1994 – [SIX] – Hæc Dies, Pâques à Notre-Dame de Paris c. 1220. Les Six : Hartley Newnham (contre-ténor), Simon Biazack et John Heuzenroeder (ténors), Tom Healey et Grantley McDonald (barytons), Andrew Fysh (basse) (Move Records MD 3144) (Fiche sur medieval.org) (OCLC 35295311)
- 1994 – [FRA] – Llibre Vermell de Montserrat - Cantigas de Santa Maria. Alla Francesca (novembre 1994, Opus 111 30-131) (Fiche sur medieval.org) (OCLC 32419011)
- 1994 – [ANI] – Musique sacrée du Moyen Âge, Hildegard von Bingen (1098–1179) et autres - Ensemble Anima (juin 1994, SAP001) (Fiche sur medieval.org)
- 1994 – [REN] – The Ring of Creation - The Renaissance Players, Winsome Evans (Walsingham WAL 8005-2) (Fiche sur medieval.org)
- 1994 – [SIN] – Au-delà du Plain-chant, Tropes et Polyphonie de l'Église médiévale. Pro Arte Singers, Thomas Binkley (mars 1994, Focus 943) (Fiche sur medieval.org)
- 1995 – [MIC] – In Festa, journée de mai à Assise - Ensemble Micrologus (février 1995, Micrologus 0001) (Fiche sur medieval.org)
- 1995 – [FLO] – Magnificentia Iberica. Musique de l'Espagne médiévale - Ensemble Florata, Tim Rayborn (1995, AS&V Gaudeamus 144) (Fiche sur medieval.org) (OCLC 34483275)
- 1995 – [ALT] – Iberian garden, vol. 2. Jewish, Christian and Muslim Music in Medieval Spain. Altramar (décembre 1994/novembre 1995, Dorian Discovery DIS-80 158) (Fiche sur medieval.org)
- 1995 – [EBO] – Messe de Barcelone, Chant de la Sibyle - Obsidienne, Emmanuel Bonnardot (juin 1995, Opus 111 30-130) (Fiche sur medieval.org) (OCLC 35143840)
- 1996 – [EWI] – Du Grégorien à Pérotin - Ensemble Witiza (octobre 1996, Arsonor 001-2) (Fiche sur medieval.org)
- 1996 – [ZOR] – Polyphonics - Zorgina Vocalensemble (Ohmnibus Records 2000-15) (Fiche sur medieval.org)
- 1996 – [DOR] – Echoes of Spain, Musique Galico-portugaise du Moyen Âge - Sonus Ensemble : James Carrier (chalumeau, flûte à bec, harpe, saz, tambourin), Hazel Ketchum (voix, saz, citare, percussion), John Holenko (oud', saz), Geoff Cormier (percussion) (22–24 mai 1996, Dorian Discovery 80154) (Fiche sur medieval.org) (OCLC 40141117)
- 1997 – [TRE] – Le Codex Las Huelgas. Chants polyphoniques espagnols du XIIIe siècle - Ensemble Tre Fontane et Dames de Chœur (octobre 1997, Alba musica AL 0397) (Fiche sur medieval.org)
- 1997 – [SAR] – Fallen Women. Les femmes comme compositeurs et interprètes du chant médiéval. Chant arabo-byzantin - Ensemble Sarband, Vladmir Ivanoff (dir.) (Jaro 4210-2 / Dorian 93235) (Fiche sur medieval.org) (OCLC 48268962)
- 1997 – [THE] – Chant monastique, Chant monophonique monastique du XIIe siècle, Pierre Abelard, Codex Las Huelgas - Theatre of Voices -, Paul Hillier (10–12 mai 1997, Harmonia Mundi USA HMU 90 7209) (Fiche sur medieval.org) (OCLC 39783361)
- 1997 – [TAP] – Hildegard von Bingen - Celestial light, Chants de Hildegard von Bingen, polyphonie médiévale -  Tapestry, Laurie Monahan (mai 1997, Telarc CD-80456) (Fiche sur medieval.org)
- 1998 – [MOR] – Chants d'Hildegard von Bingen - Manuscrit de Las Huelgas - Ensembles Mora Vocis et Mathoeus 98 R 2 (11–14 avril 1998, Mandala 4951) (Fiche sur medieval.org) (OCLC 43709853)
- 1998 – [EVF] – Chants mystiques des abbayes cisterciennes. Ensemble Venance Fortunat. Anne-Marie Deschamps (octobre 1998 L'Empreinte digitale ED 13 106) (Fiche sur medieval.org)
- 1998 – [VOC] – Codex Las Huelgas - Polifonía inédita - Ensemble Voces Huelgas, Luis Lozano Virumbrales (1–2 juin 1998, Sony SK 60844) (Fiche sur medieval.org) (OCLC 48578843)
- 1998 – [LOZ] – Codex Las Huelgas - Misa Santa Maria la Real - Ensemble Voces Huelgas, Luis Lozano Virumbrales (25–27 avril 1998, Sony SK 60846) (Fiche sur medieval.org) (OCLC 62096052)
- 1998 – [COD] – Por que trobar é cousa en que iaz, Martín Códax - Grupo de Música Antigua de Compostela, Fernando Olbés, Miguel A. López (Clave Punteiro 9107) (Fiche sur medieval.org)
- 1998 – [MAU] – Musica Cathedralis, Chartres XIIIe siècle, Faire chanter les pierres de la Cathédrale de Chartres - Ensemble La Maurache, Ensemble Fulbert de Chartres, La Maîtrise du Conservatoire de Chartres (janvier 1998, 2CD Arion ARN 268428) (Fiche sur medieval.org)
- 1998 – [AMA] – Sur les Chemins de Saint-Jacques - Ensemble Amadis : Catherine Jousselin (voix, fiddle et direction), Hervé Lamy (ténor), Pierre Hamon (flûtes traversières, flûtes à bec, cornemuse)… (novembre 1998, Jade 74321 64760-2) (Fiche sur medieval.org) (OCLC 605243354)
- 1998 – [EUN] – The Black Madonna, Chants de pèlerinage du monastère de Monsterrat - Ensemble Unicorn, Michael Posch (dir.) (mai 1996, Naxos 8.554256) (Fiche sur medieval.org)
- 1999 – [UNI] – Unica Hispaniæ - Ensemble Alia Mvsica, Miguel Sánchez (4–6 juin/19 juillet 1999, Harmonia Mundi HMI 987021) (Fiche sur medieval.org) (OCLC 44646750)
- 1999 – [AUR] – Saint-Jacques de Compostelle - Ensemble Aurore, Jean-Marie Lablaude (dir.) (mars 1999, Suisa CD 840) (Fiche sur medieval.org)
- 2000 – [WIT] – Lux æterna. Les 4 planctus du Codex Las Huelgas, La messe des Défunts grégorienne - Ensemble Witiza : Léo Richomme (ténor, oud'), Cédric Crespin (baryton, rebec), Luis Bárban (basse, santour), Luis Bárban (septembre 2000, Musica Ficta 04/2002-01) (Fiche sur medieval.org)
- 2000 – [CJO] – Stella splendens - Ensemble Bois de Cologne : Maike Herzig et Dorothee Oberlinger (flûtes), Tom Daun (harpe) et Maria Jonas (mezzo-soprano) (août 2000, Marc Aurel Edition MA 20003) (Fiche sur medieval.org)
- 2000 – [DIF] – Diferencias - A Journey through Al-Andalus and Hispania, Codex Huelgas, Villancicos - Ensemble Diferencias : Bryony Crawford et Helma Franssen (flûtes à bec), Urs Haenggli (flûte à bec, fiddle, luth), Conrad Steinmann (flûte à bec), Conrad Steinmann (6–8 novembre 1998, Divox Antiqua CDX-79809) (Fiche sur medieval.org) (OCLC 631829380)
- 2001 – [ROS] – Season of Angels, Harmonie des sphères - The Rose Ensemble (11–13 janvier/15 mai 2001, Rose Records 00002) (Fiche sur medieval.org) (OCLC 53706007)
- 2001 – [FOR] – Chants de l'amour divin, Chants des monastères féminins - Ensemble Venance Fortunat, Anne-Marie Deschamps (28 avril–1er mai 2001, L'Empreinte digitale ED 13133) (Fiche sur medieval.org) (OCLC 50855954)
- 2002 – [BES] – Bestiario de Cristo - Alia Mvsica, Miguel Sanchez (1–3 novembre 2002, Harmonia Mundi HMI 987033) (Fiche sur medieval.org) (OCLC 61675835)
- 2002 – [FLE] – Temple de la chasteté, Codex Las Huelgas - Musique du XIIIe siècle espagnol - Ensemble Mille Fleurs : Jennie Cassidy, Helen Garrison, Belinda Sykes (voix), Jan Walters (harpe) (3–6 septembre 2002, Signum 043) (Fiche sur medieval.org) (OCLC 840104820)
- 2002 – [LIG] – Iberica, Polyphonies sacrées de la péninsule ibérique, XIIIe siècle - Ensemble Ligeriana. Katia Caré (juillet 2002, Jade 198 988-2) (Fiche sur medieval.org)
- 2002 – [MUA] – El cantar de la Conquista de Almería - Ensemble Música Antigua, Eduardo Paniagua (Pneuma PN-450) (Fiche sur medieval.org)
- 2002 – [AN4] – La Bele Marie, Chants à la Vierge du XIIIe siècle France - Anonymous 4 : Marsha Genensky, Susan Hellauer, Jacqueline Horner, Johanna Maria Rose (10–14 septembre 2001, Harmonia Mundi HMU 90 7312) (Fiche sur medieval.org) (OCLC 50528890)
- 2002 – [REN] – Le chemin de Compostelle - The Rose Ensemble (4–8 août 2002, Rose 00004) (Fiche sur medieval.org) (OCLC 51919860)
- 2003 – [NYE] – Musique de l'amour médiéval. Les femmes comme artistes, interprètes, sujets et Compositeurs - New York's Ensemble for Early Music, Frederick Renz (avril 2003, Ex Cathedra EC-9005) (Fiche sur medieval.org) (OCLC 54507285)
- 2003 – [PAN] – El crisol del tiempo - Ensemble Música Antigua, Eduardo Paniagua (2002, Pneuma PN-470) (Fiche sur medieval.org)
- 2004 – [IOC] – Media Vita in Morte Sumus. Ein Spiel um die letzten Dinge. Ensemble Ioculatores (juin 1997, Raum Klang RK 9707) (Fiche sur medieval.org)
- 2005 – [CLE] – La Messe de Tournai - Codex Musical de las Huelgas, Clemencic Consort, Choralschola der Wiener Hofburgkapelle, René Clemencic (25–27 octobre 2003, Oehms Classics 361) (Fiche sur medieval.org) (OCLC 811336419)
- 2005 – [OBS] – La Fête des Fous - Ensemble Obsidienne, Emmanuel Bonnardot (avril 2005, Calliope CAL 9344) (Fiche sur medieval.org)
- 2005 – [FIG] – Lux Feminae (900-1600) - Montserrat Figueras et Arianna Savall (sopranos), Laurence Bonnal (contralto), Begoña Olavide (mezzo-soprano, psaltérion), Andrew Lawrence-King (harpe), Jordi Savall (lyre, rebab, violes de gambe), (août 2005, SACD Alia Vox AVSA 9847) (Fiche sur medieval.org) (OCLC 716822005)
- 2005 – [CAT] – Delectatio Angeli. Musique d'amour, désir et lamentation - Catherine Bott (avril 2001, Hyperion CDA 67549) (Fiche sur medieval.org) (OCLC 64443926) Contient les quatre planctus.
- 2007 – [FEM] – Feminæ Vox, Códice de las Huelgas - XIIe–XIVe, Monodie et polyphonie pour un monastère féminin - Capela de Ministrers : Erika Escribá-Astaburuaga et Yolanda Marín (soprano), Pilar Esteban et Marta Infante (mezzosoprano), David Antich (flûtes), Carles Magraner (vielle), Manuel Vilas (harpe), Ignasi Jordá (orgue portatif, clavisimbalum), Pau Ballester (citar, tintinnabulum, percussion), Carles Magraner (dir.) (9–11 avril 2007, Licanus CDM 0826) (Fiche sur medieval.org) (OCLC 430147044). Contient les nos 42, 50, 52, 54, 71, 72, 74, 81, 85, 99, 104, 113, 127, 132, 133, 152, 170, 171, 172, 177.
- 2011 – [AN4] – Secret Voices, Chant & Polyphonie du Codex Huelgas, c. 1300 - Anonymous 4 : Ruth Cunningham, Marsha Genensky, Susan Hellauer, Jacqueline Horner-Kwiatek (novembre 2009/avril 2011, Harmonia Mundi HMU 807510) (Fiche sur medieval.org) (OCLC 754757067)

#### Généraux
- Bernard Gagnepain, Histoire de la musique au moyen âge, Paris, Seuil, coll. « Solfèges », 1996, 206 p. (ISBN 2-02-018165-7)
- Françoise Ferrand (dir.), Guide de la Musique du Moyen âge, Paris, Fayard, coll. « Les Indispensables de la Musique », 1999, 850 p. (ISBN 2-213-03063-4, OCLC 300177982, BNF 37097426).

#### Monographies
- (en) Nicolas Bell, El Codice musical de Las Huelgas – vol. 1, fac-similé ; vol. 2, commentaires et 2CD, Madrid, Testimonio : Patrimonio Nacional, coll. « Colección scriptorium » (no 7), 1997–2003, 168 + 205 (ISBN 978-84-88829-38-2, OCLC 493763548)
- (en) Gordon Athol Anderson, The Huelgas Manuscript, Burgos, Monasterio de Las Huelgas. 2 vols, Neuhausen-Stuttgart, American Institute of Musicology / Hänssler-Verlag, coll. « Corpus Mensurabilis Musicæ » (no 79), 1982  (ISBN 3775106545), (OCLC 21167563)
- (es) Higinio Anglès, El Còdex Musical de as Huelgas. Música a veus dels segles XIII-XIV : Vol. I. Introduction ; vol. II. Fac-similé ; vol. III. Transcription, Barcelone, Institut d'Estudis Catalans, coll. « Secció de Música (Biblioteca de Catalunya) », 1931 vol.1 vol. 2 vol. 3 sur la Biblioteca de Catalunya.
- (es) Juan Carlos Asensio Palacios, El Códice de Las Huelgas, Madrid, Alpuerto y Fundación Caja Madrid, coll. « Patrimonio musical español » (no 8), 2001, 639 p. (ISBN 84-381-0374-X, OCLC 47865979)
- (es) Richard H. Hoppin, La Música medieval, Madrid, Editorial Akal, coll. « Akal música » (no 1), 2000, 575 p. (ISBN 84-7600-683-7, OCLC 48638569, lire en ligne)
- (es) Ismael Fernández de la Cuesta, Historia de la música española, vol. 1 : Desde los orígenes hasta el ars nova, Madrid, Alianza Editorial, coll. « Alianza música », 1983, 366 p. (ISBN 84-206-8501-1, OCLC 489818686)
- (es) Samuel Rubio, Historia de la música española, vol. 2 : Desde el Ars Nova hasta 1600, Madrid, Alianza Editorial, coll. « Alianza música » (no 87), 1983, 301 p. (ISBN 84-206-6474-X, OCLC 70214376)
- (es) Ismael Fernández de la Cuesta, Manuscritos y fuentes musicales en España. Edad Media, Madrid, Alpuerto, coll. « Opera omnia », 1980, 397 p. (ISBN 84-381-0029-5, OCLC 7277910)

#### Articles
- Ernest H. Sanders et Peter M. Lefferts, « Sources, MS, §V: Early motet 2. Principal individual sources »
- Judith Tick, « Women in music, §II: Western classical traditions in Europe & the USA 2. 500–1500 »
  - Dans : (en) The New Grove Dictionary of Music and Musicians (édité par Stanley Sadie), Londres, Macmillan, seconde édition, 29 vols. 2001, 25000 p. (ISBN 978-0-19-517067-2, lire en ligne)
- (es) Juan Carlos Asensio Palacios, « "Falsa musica" en el codex "Las Huelgas" : alteraciones cromáticas no usuales en los manuscritos de transición del "Ars antiqua" al "Ars nova" », Revista de Musicología, vol. 32, no 2,‎ juillet 2009, p. 709–720 (ISSN 0210-1459, lire en ligne)
- (es) Josemi Lorenzo Arribas, « ¿Una atribución a una compositora castellana de principios del siglo xiv? nuevas interpretaciones para una polémica en torno al "códice de las huelgas », Revista de Musicología, vol. 28, no 1,‎ 2005, p. 86–101 (ISSN 0210-1459, lire en ligne)
- Wulf Arlt, « À propos des notations pragmatiques : le cas du Codex Las Huelgas remarques générales et observations particulières », Revista de Musicología, vol. 13, no 2,‎ juillet-octobre 1990, p. 401–419 (ISSN 0210-1459, lire en ligne)
- Nicole Sevestre, « De lointains "ancêtres" des Benedicamus Domino du manuscrit de Las Huelgas », Revista de Musicología, vol. 13, no 2,‎ juillet-octobre 1990, p. 469–485 (ISSN 0210-1459, lire en ligne)
- Olivier Cullin, « Orientation discographique », Médiévales/Presses Universitaires de Vincennes, no 32,‎ printemps 1997, p. 77–81 (ISSN 0751-2708, lire en ligne)